# 马达加斯加六号国道
馬達加斯加六號國道（英語：Route nationale 6）是馬達加斯加一條主要的高速公路，總長706公里，從安齊拉納納通往安邦德羅馬米。它穿越了迪亞納大區和蘇菲亞大區。這條高速公路於1992年鋪設。大部分路段已鋪設並得到良好維護，但也存在一些未鋪設的路段，狀況非常糟糕。